# 九龍巴士14線
九龍巴士14線是由九巴營運的一條香港九龍巴士路線，來往鯉魚門邨及中港碼頭。

## 歷史
- 1967年9月24日：本線投入服務，來往油塘及佐敦道碼頭，是香港首條「半直通路線」。
- 1968年初期：本線總站遷往欣榮街（現時總站的位置附近）。
- 1973年9月16日：本線總站由欣榮街遷往新落成、位於高朗道的油塘（高超道）巴士總站。
- 1982年8月8日：本線取消「半直通路線」模式運作，於牛頭角勵業街至九龍城間加設車站。
- 1989年12月10日：本線總站由佐敦道碼頭遷往新落成的中港城公共運輸交匯處，來回程改經廣東道，方便九龍東和九龍城區的居民接駁過境航線及往來尖沙咀西部。
- 1992年10月29日：增派空調巴士行走。
- 1995年12月7日：因高俊苑入伙及油塘邨進行重建，本線來回程改經高超道北段。
- 1998年6月22日：本線總站由中港城公共運輸交匯處遷往九龍站公共運輸交匯處，方便乘客轉乘鐵路前往機場及大嶼山。往九龍站方向改經D11路、SR7路及站內通道；往油塘方向途經站內通道、臨時連接路、D12路、P1路、SR4路及廣東道返回原線。
- 1998年11月1日：沿線乘客投訴本線改往九龍站後，沒有替代路線前往中港城一帶，故於當日起由九龍站遷回中港城公共運輸交匯處，不再途經九龍站。
- 1998年11月30日：油塘（高超道）巴士總站與高超道邨進行重建需要永久封閉，本線總站遷往高超道北行近高怡邨。
- 1999年9月15日：本線總站由高怡邨遷往欣榮街臨時巴士總站，待正式總站落成後再作搬遷。
- 2011年9月10日：提升至全空調服務[1]。
- 2012年7月2日：油塘總站遷至大本型地下的油塘公共運輸交匯處。
- 2015年9月5日：增設到站時間預報。[2]
- 2016年5月15日：油塘總站遷往鯉魚門邨公共運輸交匯處[3][4]。
- 2018年5月5日：往油塘方向改經觀塘道行車隧道，不停觀塘站總站。[5]

## 服務時間及班次
| 鯉魚門邨開           | 鯉魚門邨開  | 鯉魚門邨開   | 中港碼頭開       | 中港碼頭開  | 中港碼頭開   |
| 日期                 | 服務時間    | 班次（分鐘） | 日期             | 服務時間    | 班次（分鐘） |
| -------------------- | ----------- | ------------ | ---------------- | ----------- | ------------ |
| 星期一至五           | 05:35-06:15 | 20           | 星期一至五       | 06:20-10:05 | 25           |
| 星期一至五           | 06:15-08:45 | 15           | 星期一至五       | 10:05-15:45 | 20           |
| 星期一至五           | 08:45-13:25 | 20           | 星期一至五       | 15:45-17:00 | 15           |
| 星期一至五           | 13:42       | 13:42        | 星期一至五       | 17:12       | 17:12        |
| 星期一至五           | 14:00-17:20 | 20           | 星期一至五       | 17:25-18:40 | 15           |
| 星期一至五           | 17:20-19:00 | 25           | 星期一至五       | 19:00       | 19:00        |
| 星期一至五           | 19:00-22:00 | 20           | 星期一至五       | 19:15-00:35 | 20           |
| 星期一至五           | 22:20       |              |                  |             |              |
| 星期一至五           | 22:45-23:45 | 30           |                  |             |              |
| 星期六、日及公眾假期 | 05:35       | 05:35        | 星期六           | 06:20-07:20 | 30           |
| 星期六、日及公眾假期 | 05:55-07:35 | 25           | 星期六           | 07:20-14:40 | 20           |
| 星期六、日及公眾假期 | 07:35-20:55 | 20           | 星期六           | 14:40-23:10 | 15           |
| 星期六、日及公眾假期 | 20:55-21:45 | 25           | 星期六           | 23:10-00:10 | 20           |
| 星期六、日及公眾假期 | 21:45-23:45 | 30           | 星期六           | 00:35       | 00:35        |
|                      |             |              | 星期日及公眾假期 | 06:20-07:20 | 30           |
| 07:20-12:00          | 20          |              | 星期日及公眾假期 |             |              |
| 12:00-13:00          | 15          |              | 星期日及公眾假期 |             |              |
| 13:00-14:00          | 20          |              | 星期日及公眾假期 |             |              |
| 14:00-17:00          | 15          |              | 星期日及公眾假期 |             |              |
| 17:00-21:40          | 20          |              | 星期日及公眾假期 |             |              |
| 21:40-00:35          | 25          |              | 星期日及公眾假期 |             |              |

## 收費
全程：$7.8
- 采頤花園往中港碼頭:$6.7
- 九龍灣站往鯉魚門邨：$6.7
- 觀塘市中心往鯉魚門邨：$5.2

| - 本線設有12歲以下小童及65歲或以上長者半價優惠。 - 65歲或以上香港居民使用「樂悠咭」，以及12歲以下合資格殘疾兒童使用「殘疾人士身份」個人八達通繳付車資，均可享有每程$2.0或半價（以較低者為準）的票價優惠；12至64歲合資格殘疾人士使用「殘疾人士身份」個人八達通（包括「樂悠咭」），以及60至64歲香港居民使用「樂悠咭」繳付車資，均可享有每程$2.0或全費（以較低者為準）的票價優惠。 - 65歲或以上長者如使用長者或一般個人八達通繳付車資，則只可享有半價優惠；12至64歲合資格殘疾人士如不使用「殘疾人士身份」個人八達通，以及60至64歲人士如不使用「樂悠咭」繳付車資，必須繳付全費。 - 乘客可以現金或八達通於上車時付款，不設找續。 - 每位成人乘客可免費攜帶最多兩名4歲以下而不佔座位的兒童乘客乘車，超額之4歲以下小童必須繳付小童車費乘車。 - 持有「九巴月票」之乘客在車票有效期內，每日可享最多10程任何九龍巴士及龍運巴士路線（包括本路線，以及聯營路線的九龍巴士／龍運巴士提供的班次；惟乘搭機場「A」及「NA」線則可享原價二七折優惠（不會計算每天10次合資格車程））；而B1線則每日可享最多各2程（不會計算每天10次合資格車程）。 - 九龍巴士、城巴、龍運巴士及陽光巴士全職員工及家屬（不包括外判職員）可免費乘搭本路線，惟必須拍職員或職員家屬八達通。 - 乘客亦可透過多元化電子支付系統（e度嘟）繳付車資，包括使用非接觸式VISA卡、JCB卡、萬事達卡、銀聯卡、美國運通、大來國際、Discover Card、Apple Pay、Google Pay、Samsung Pay、AlipayHK「易乘碼」、支付寶、WeChatHK／微信支付「搭車碼」、銀聯雲閃付「乘車碼」及BOC Pay「乘車碼」。乘客使用此付款方式，使用此支付方式的乘客可享有中途下車之分段收費，以及與其他九巴／龍運獨營路線或聯營線九巴／龍運班次之轉乘優惠，惟不適用於與非九巴／龍運路線之轉乘優惠，亦不能享有「公共交通費用補貼計劃」及「長者及合資格殘疾人士公共交通票價優惠計劃」。 |

### 八達通轉乘優惠
乘客登上本線巴士後150分鐘內以同一張八達通卡轉乘以下路線，或從以下路線登車後150分鐘內以同一張八達通卡轉乘本線，次程可獲車資折扣優惠：
14←→98、98A、296A，次程可獲$4.2折扣優惠：
- 14往鯉魚門邨 → 98、98A或296A往將軍澳
- 98、98A或296A往觀塘 → 14往中港碼頭

14←→2A、6D，次程可獲$4.2折扣優惠：
- 14往中港碼頭 → 2A或6D往美孚
- 2A往樂華或6D往牛頭角 → 14往鯉魚門邨

14 ↔ 14S，次程可獲$1折扣優惠：
- 14往油塘 → 14S往將軍澳華人永遠墳場
- 14S往油塘 → 14往中港碼頭

## 使用車輛
現時本線及14X線合共獲派14輛12米Enviro500 MMC（ATENU）行走本線。
| 車隊編號 | 車牌   |
| -------- | ------ |
| ATENU9   | SA4463 |
| ATENU16  | SB5072 |
| ATENU18  | SB5414 |
| ATENU80  | SF2627 |
| ATENU81  | SF2862 |
| ATENU87  | SF4246 |
| ATENU100 | SF4730 |
| ATENU250 | SN8597 |
| ATENU339 | TA8457 |
| ATENU345 | TA7221 |
| ATENU357 | TB2413 |
| ATENU373 | TC7001 |
| ATENU516 | TK3503 |
| ATENU519 | TK3898 |

## 行車路線
鯉魚門邨開經：欣榮街、茶果嶺道、高超道、油塘公共運輸交匯處、高超道、鯉魚門道、觀塘道、觀塘道下通道、觀塘道、太子道東、太子道西、馬頭涌道、馬頭圍道、漆咸道北、漆咸道南、加士居道、佐敦道及廣東道。
中港碼頭開經：廣東道、佐敦道、加士居道、漆咸道南、漆咸道北、馬頭圍道、馬頭涌道、太子道西、太子道東、觀塘道、觀塘道下通道、觀塘道、鯉魚門道、藍田公共運輸交匯處、鯉魚門道、高超道及欣榮街。

### 沿線車站

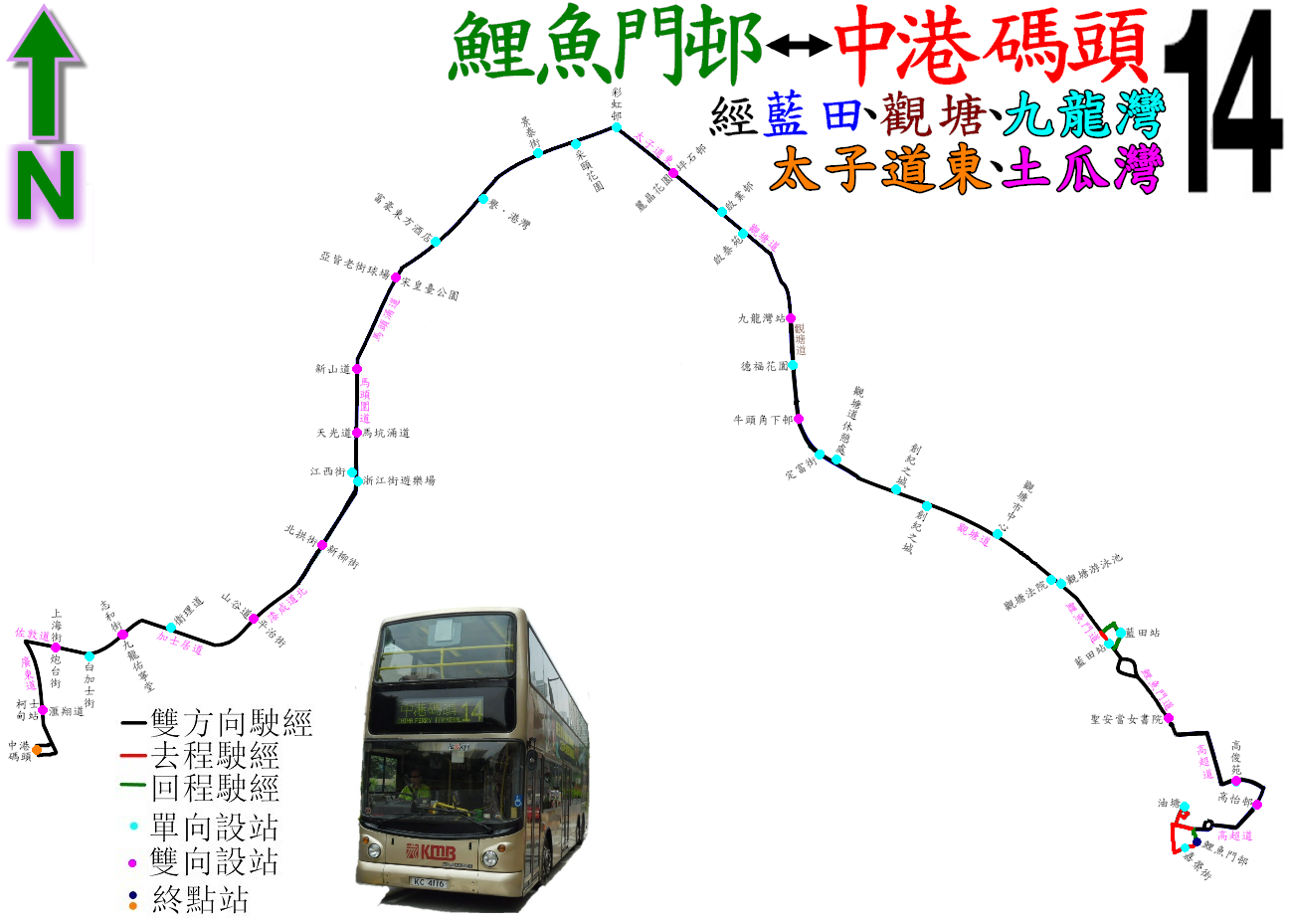
14路線的走線圖

| 鯉魚門邨開 | 鯉魚門邨開                    | 鯉魚門邨開             | 中港碼頭開 | 中港碼頭開                      | 中港碼頭開             |
| 序號       | 車站名稱                      | 位置                   | 序號       | 車站名稱                        | 位置                   |
| ---------- | ----------------------------- | ---------------------- | ---------- | ------------------------------- | ---------------------- |
| 1          | 鯉魚門邨巴士總站              | 鯉魚門邨公共運輸交匯處 | 1          | 中港碼頭巴士總站                | 中港城公共運輸交匯處   |
| 2          | 嘉榮街                        | 欣榮街                 | 2          | 柯士甸站                        | 廣東道                 |
| 3          | 油塘巴士總站                  | 油塘公共運輸交匯處     | 3          | 上海街                          | 佐敦道                 |
| 4          | 高怡邨                        | 高超道                 | 4          | 志和街                          | 佐敦道                 |
| 5          | 高俊苑                        | 高超道                 | 5          | 衛理道                          | 加士居道               |
| 6          | 聖安當女書院                  | 鯉魚門道               | 6          | 山谷道                          | 漆咸道北               |
| 7          | 藍田站                        | 鯉魚門道               | 7          | 北拱街                          | 漆咸道北               |
| 8          | 觀塘法院（F3）                | 鯉魚門道               | 8          | 江西街                          | 馬頭圍道               |
| 9          | 觀塘轉車站－創紀之城（B10）   | 觀塘道                 | 9          | 上鄉道                          | 馬頭圍道               |
| 10         | 定富街                        | 觀塘道                 | 10         | 新山道                          | 馬頭圍道               |
| 11         | 牛頭角下邨                    | 觀塘道                 | 11         | 亞皆老街球場                    | 馬頭涌道               |
| 12         | 德福花園                      | 觀塘道                 | 12         | 九龍城轉車站-富豪東方酒店（A7） | 太子道東               |
| 13         | 九龍灣站                      | 觀塘道                 | 13         | 景泰街                          | 太子道東               |
| 14         | 啟泰苑                        | 觀塘道                 | 14         | 彩虹邨                          | 太子道東               |
| 15         | 麗晶花園                      | 太子道東               | 15         | 坪石邨                          | 太子道東               |
| 16         | 采頤花園                      | 太子道東               | 16         | 啟業邨                          | 觀塘道                 |
| 17         | 譽·港灣                       | 太子道東               | 17         | 九龍灣站（東九文化中心）        | 觀塘道                 |
| 18         | 九龍城轉車站-宋皇臺公園（C2） | 馬頭涌道               | 18         | 牛頭角下邨                      | 觀塘道                 |
| 19         | 新山道                        | 馬頭圍道               | 19         | 觀塘道休憩處                    | 觀塘道                 |
| 20         | 上鄉道                        | 馬頭圍道               | 20         | 創紀之城（U5）                  | 觀塘道                 |
| 21         | 浙江街遊樂場                  | 馬頭圍道               | 21         | 觀塘轉車站－觀塘市中心（T5）    | 觀塘道                 |
| 22         | 新柳街                        | 漆咸道北               | 22         | 觀塘游泳池（R2）                | 鯉魚門道               |
| 23         | 平治街                        | 漆咸道北               | 23         | 藍田站                          | 藍田公共運輸交匯處     |
| 24         | 九龍佑寧堂                    | 佐敦道                 | 24         | 聖安當女書院                    | 鯉魚門道               |
| 25         | 白加士街                      | 佐敦道                 | 25         | 高俊苑                          | 高超道                 |
| 26         | 炮台街                        | 佐敦道                 | 26         | 高怡邨                          | 高超道                 |
| 27         | 匯翔道                        | 廣東道                 | 27         | 鯉魚門邨巴士總站                | 鯉魚門邨公共運輸交匯處 |
| 28         | 中港碼頭巴士總站              | 中港城公共運輸交匯處   |            |                                 |                        |

## 客量
自港鐵油塘站於2002年啟用後，油塘來往佐敦乘搭港鐵較快捷，此路線客源改以流水客為主，加上與多條班次頻密的路線重疊，以及有14X提供特快前往佐敦的服務，導致客量只屬一般。